# Amborokan Pane Raya
Amborokan Pane Raya is een bestuurslaag in het regentschap Simalungun van de provincie Noord-Sumatra, Indonesië. Amborokan Pane Raya telt 1980 inwoners (volkstelling 2010).